# Daniel Silva (schrijver)
Daniel Silva (Michigan, 1960) is een Amerikaans thrillerauteur van voornamelijk spionagethrillers. Hij was voordien werkzaam als journalist.

## Biografie
Silva werd geboren in Michigan maar groeide op in Californië.
Hij is getrouwd met journaliste Jamie Gangel, met haar heeft hij twee kinderen, Nicholas and Lily.